# Civil Közoktatási Platform
A Civil Közoktatási Platform (CKP) egy oktatáspolitikai civil szervezet, saját meghatározása szerint a magyarországi közoktatással foglalkozó civil szervezetek, szerveződések együttműködési fóruma.
A szervezet 2016-ban, 45 tagszervezettel alakult, a tagszervezetek száma 2018-ra 60-ra nőtt.

## Szakpolitikai álláspontja

### Alapértékek
A szervezet álláspontja a 2016. május 26-án kiadott, a tagszervezeti státusz feltételéül is szolgáló, az alapértékekről szóló nyilatkozatából ismerhető meg. A szakpolitikai alapértékeiket hat csoportba sorolják:
- Személyközpontúság, gyermek- és diákközpontúság a tanításban és a tanulásban.
- Méltányosság, diszkriminációmentesség, esélyteremtés.
- A tanulói kompetenciák fejlődésének támogatása, beleértve a szociális és állampolgári kompetenciákat.
- Demokratikus működés: nyitott, partneri viszony a gyerekekkel, a szülőkkel, a társadalmi szereplőkkel és a társszakmákkal.
- Autonómia és elszámoltathatóság.
- Átlátható, átjárható, zsákutcamentes iskolarendszer az óvodától a felnőttképzésig.

### Kockás könyv
A 2016-os oktatáspolitikai megmozdulások jelképévé vált kockás ing szimbólumával a CKP 2016 decemberében vitaanyagnak szánt oktatáspolitikai elemzést adott ki Kockás könyv címen, melynek rövidített változata a Kockás füzet, táblázatos összefoglalója a Kockás táblázat nevet viseli. A kiadványt a CKP stratégia munkacsoportja dolgozta ki Nahalka István egyetemi oktató vezetésével. A kiadvány célja az oktatáspolitikai döntéshozók tájékoztatása egyes, oktatásban tapasztalt problémákról, illetve a figyelmük felhívása társadalmi egyeztetés fontosságára.
A kiadványok a jelenlegi helyzettel szembeni kontraszttal jellemzik a szervezet javaslatait, melyek a következők:
- A döntéshozók akaratának kizárólagos érvényesítése helyett társadalmi egyeztetésre, az érintettek bevonására van szükség.
- A központosított oktatási rendszer helyett az erősebb szervezeti autonómia tenné eredményesebbé az óvodai és iskolai nevelést.
- Egységesített követelményrendszer helyett a személyre szabott tananyagok alkalmazását támogatják.
- A közoktatás kiadásait nem puszta költségcsökkentéssel, hanem nagyobb arányú, de társadalmilag megtérülő beruházásokkal kell kezelni.
- Az esélyegyenlőség biztosításának módszere nézőpontjuk szerint nem a felzárkóztatás, hanem a diszkriminációmentesség.
- Úgy vélik, hogy a felzárkóztatandó, illetve a tehetséggondozásban érintett diákok homogén csoportokra való szétválasztása szelektáló hatású, így kerülendő; ehelyett a tanár pedagógiai differenciálási módszereinek erősítésében látják a megoldást.
- A hagyományos iskolarendszer helyett egységes, 10 éves alapképzést, majd ezt követő szakképzést vagy érettségifelkészítést javasolnak.
- Javaslatuk szerint a konkrét szakmára irányuló célzott szakképzés helyett a zsákutcamentes, életen át tartó tanulást lehetővé tevő, átfogó szakmai kompetenciákat adó képzésre van szükség.
- A pedagógusok külső minősítésén alapuló minőségbiztosítás helyett belső, a szervezet egészét érintő minősítést javasolnak.
- A pedagógusok életpályamodelljének, az ennek elemeként megjelent pedagógusi minősítések megszüntetését javasolják a rendszer egyes aránytalanságai miatt.

## Működése

### Szervezeti felépítése
A szervezet koordinálását végző Ügyvivő Testület a munkacsoport-vezetőkből, a szóvivőkből, a Tanítanék Mozgalom egy delegáltjából és a szakszervezeti tagszervezetek delegáltjaiból áll. A tagszervezetek küldöttei munkacsoportokban dolgoznak, amelyek célja a közreműködés a szervezet alapértékeinek érvényre juttatása, ehhez a teendők megfogalmazása, a munkában részt vevő tagszervezetek koordinálása. A munkacsoportok a saját működésüket szabályozzák, a Platform alapértékeinek figyelembe vétele mellett.
A szervezet munkáját az alapító nyilatkozatot szintén elfogadó pártoló tagok is segítik. A szervezet legfőbb döntéshozó szerve a plenáris gyűlés, melyen a tagszervezetek vesznek részt, a szavazásokon egy-egy szavazattal.

### Tagszervezetei
A CKP-nak 2018 áprilisában 60 tagszervezete volt. Ezek közül nevezetes például a Független Diákparlament, a Magyartanárok Egyesülete, a Motiváció Oktatási Egyesület, az Oktatói Hálózat, a Pedagógusok Demokratikus Szakszervezete, a Pedagógusok Szakszervezete, a Tanítanék Mozgalom, illetve a Történelemtanárok Egylete.

## Közéleti tevékenysége
A szervezet aktív szerepet vállal a pedagógus szakszervezetek, és egyéb oktatáspolitikai tagszervezetei álláspontjának képviseletében, a sajtóval és a kormányzattal való ismertetésében. 2016. április 12-én oktatáspolitikai tárgyalásra hívták Balog Zoltán emberi erőforrások miniszterét és az EMMI megbízottait. A Tanítanék Mozgalom ezzel párhuzamosan kilátásba helyezte, hogy ha a találkozó nem jön létre, 15-ére polgári engedetlenségi akciót hirdetnek. Mivel a találkozó az EMMI visszakozása miatt végül elmaradt, a Tanítanék 15-én kétórás sztrájkot hirdetett.
2017. február 5-én demonstrációt szerveztek a Parlament elé. Hollik István KDNP-s képviselő szerint a szervezet politikai célokra használja az oktatásügyet és annak érintettjeit. 2017. március 11-én közleményben bírálták a kilenc évfolyamos iskolák bevezetéséről szóló konzultációt, miszerint a kormányzat nem kívánja bevonni a civil szervezeteket, és nem enged teret al alternatíváknak. Palkovics László oktatási államtitkár „álságos kijelentésnek” nevezte a szervezet bírálatait. A CKP 2017. augusztus 24-én 10 pontból álló nyilatkozatban reagált Palkovics Lászlónak az oktatás állapotára tett kijelentésére. 2017 november 13-án a CKP által szervezett, közoktatásról szóló megbeszélésen a politikai pártok lehetőséget kaptak, hogy ismertessék oktatási programjukat. Az eseményen tíz ellenzéki párt vett részt, a Fidesz nem fogadta el a meghívást. 2017. december 8-án a 2016-os PIRLS-felmérésen elért rossz eredményre hivatkozva bírálták a kormányzati oktatáspolitikát.
2018. január 3-án kezdeményezték az iskoláknál, hogy azok ne töltsék ki az EMMI Honvédelmi Intézkedési Tervéhez kapcsolódó dokumentumot, ugyanis bár szerintük a katasztrófahelyzetekre és terrorcselekményekre való felkészítés jó cél, de ezen módja káros, nem végrehajtható és abszurd részleteket tartalmaz. A minisztérium tervével kapcsolatban Deák Dániel egyetemi tanár a Platform honlapján megjelent nyilatkozatában úgy fogalmazott, hogy ez „hadüzenet az iskoláknak”, és hogy a terrorellenes intézkedési tervre vonatkozó minisztériumi felkérés idegenellenességet, gyűlölködést kelthet, és az iskolák militarizálását eredményezheti.

## Bírálatok
Az Origo.hu a szervezetet külföldről támogatott civil szervezetnek nevezte, hivatkozva azon értesülésére, hogy a Soros György-féle Open Society Foundation támogatása áll a szervezet mögött. A hírt a szervezet tagadta, és helyreigazítást kért. A PestiSrácok.hu internetes hírportál szerint a CKP politikai indíttatású céljaihoz eszközként használja az oktatásügyet.